# 덴마크-노르웨이
덴마크-노르웨이(덴마크어: Danmark–Norge 단마르크-노르게[*], 노르웨이어: Danmark–Norge 단마르크-노르게[*])는 1524년부터 1814년까지 존재했던, 덴마크와 노르웨이의 동군연합이었다. 수도는 코펜하겐(덴마크), 크리스티아니아(노르웨이)이다. 칼마르 동맹에서 스웨덴이 독립한 이래로, 종주국인 덴마크는 노르웨이, 아이슬란드, 그린란드, 페로 제도를 영토로 하는 왕국이 되었다. 1814년 나폴레옹 전쟁 당시에 스웨덴과의 전투에서 패배하여 노르웨이를 할양하면서, 덴마크-노르웨이 왕국은 해체되었다.

## 같이 보기
- 노르웨이 왕국 (1814년)
- 스웨덴-노르웨이